# Puente de São João
El puente de São João es una infraestructura ferroviaria que une Vila Nova de Gaia con Oporto, sobre el río Duero, en Portugal.

## Características
Al contrario que los otros puentes construidos hasta la fecha, el puente de São João no es en arco, si no en pórtico múltiple continuo, de pilares verticales, con tres vanos, dos laterales, de 125 metros, y uno central, con 250 metros de luz, que se apoya en dos pilares en el lecho del río. La estructura principal, constituida por el puente en sí y con los viaductos de acceso, alcanzan un total de 1.140 metros de longitud. Está formado por una sola pieza continua de grandes dimensiones, construida en hormigón pretensado. Los viaductos de acceso fueron unidos de forma monolítica al propio puente, formando así una continuidad natural. Terminan en conexiones de hormigón armado, de grandes dimensiones, en ambos márgenes, mostrando 62 y 48 metros de longitud, respectivamente, en los márgenes derecho e izquierdo.
El puente principal presenta una superestructura formada por una viga cajón de sección trapezoidal, doble brazo, con una altura que varía desde los 4 metros, en los viaductos, hasta los 14 metros, en las secciones sobre los pilares del río, con 7 metros en medio del vano central; ambas vías férreas se asientan de forma directa en la losa superior de la viga-cajón, siendo la plataforma entre las líneas y las vigas en los bordes y en el centro del puente revestido de hormigón poroso, que sirve como mecanismo de trabajo en caso de descarrilamiento. Las funciones de los pilares presentan características distintas, variando de acuerdo con las cotas y los diferentes tipos de terrenos donde se encuentran; no obstante, destacan las funciones de los dos pilares principales, en las cuales, debido a las excepcionales alturas a sustentar, fueron instaladas, en cada una, 130 microestacas de hormigón armado, formadas por 5 varas de clase A 500 NR con 50 milímetros de diámetro y con 12 milímetros de extensión, que fueron enclavadas en el fondo del río, de naturaleza rocosa.
Proyectada por el ingeniero Edgar Cardoso, su construcción fue efectuada por el consorcio FERDOURO-ACE, formado por las empresas Sociedad de Construcciones Soares de la Costa, Teixeira Duarte, y OPCA, Obras Públicas y Cemento Armado, S. A., y fiscalizada por la Bratex-Agrupamento para Consultoría y Gestión de Proyectos, ACE; es propiedad de la Red Ferroviaria Nacional.

## Historia

### Planificación, construcción e inauguración
Ya en 1934, la compañía de los Caminhos de Ferro Portugueses planeaba construir un segundo puente sobre el Río Duero, junto a Oporto, lo que sería parte de un proyecto de una conexión ferroviaria alternativa a la Línea del Norte, uniendo las regiones al norte del Río Duero al centro del país.
El puente de São João fue construida con el propósito de apoyar una conexión ferroviaria alternativa al Puente María Pía, que, debido al hecho ser de vía única, no conseguía transportar eficazmente el intenso tráfico ferroviario de y para Porto, generando embotellamientos de tráfico. Así, en 1966, la compañía de los Caminhos de Ferro Portugueses planeó la duplicación de la vía entre las estaciones ferroviarias de General Torres y Porto-Campanhã, siendo la travesía del Río Duero efectuada por un puente de vía doble de trazo semejante al Puente de la Arrábida. El anteprojecto del Puente fue, así, encargado al ingeniero Edgar Cardoso, autor del proyecto del Puente de la Arrábida.
Debido a los elevados costes de la obra, estimados en 120 millones de escudos, la compañía de los Caminhos de Ferro Portugueses tuvo que optar por esperar que el III Plan de Fomento, que sería realizado entre 1968 y 1973, dispusiese los fondos necesarios para este proyecto, o esperar que algún empresario aceptase la obra, recibiendo el pago en el III Plan de Fomento.
Haciendo justicia a su nombre, el puente fue inaugurado el día de San Juan Bautista, el 24 de  junio de 1991.
Al igual que el Puente de Arrábida, en la fecha de su inauguración, también el Puente de São João con su vano central constituía un récord mundial en este tipo de puentes, en este caso, para ferrocarril.

### Actualidad y futuro
Está proyectado que los servicios de alta velocidad circulen por este puente en los desplazamientos desed y hacia la Estación de Porto-Campanhã, terminal de conexión ferroviaria de alta velocidad. Para permitir el paso de composiciones de este tipo serán necesarias modificaciones en las vías.